# アイドルto NIGHT!
『アイドルto NIGHT!』（アイドルトゥナイト）は、佐野タカシによる日本の漫画。『週刊漫画ゴラク』増刊の『コミックBREAK』より、2009年6月から、10月まで掲載された。また、ケータイコミックブレイクにも収録された。ニチブン・コミックスより単行本が発売された。

## ストーリー
主人公の実はスターを目指して上京したがまったく目が出ず、アイドル事務所の用務員として働くことになる。そのアイドル事務所でさくら組と共に過激な内容をこなしながらも、さくら組をアイドルにさせるために奮闘することになる。

## 登場人物

### ロココ関係者
仙両 実（せんりょう みのる）
アイドルを目指して上京してきたがことごとく芸能プロで門前払いされた。地元ではモテタらしい。佳乃をスカウトしたことにより、アイドル育成スクールRoCoCo（ロココ）で用務員として、働くことになる。
リリー教官
アイドルになるには羞恥心に打ち勝たねばならないと考えている、ロココのマネージャー兼教官。自称スーパーバイザー。どんな手を使ってでもロココのメンバーをアイドルにさせようと努力している。煙草を吸っている。

#### さくら組
染井屋 佳乃（そめいや すみの）
実がスカウトをしていた当日にアイドルを目指して上京してきた女の子。後にさくら組になる。誰とでも仲良くなれる性格で、実に想いを寄せている。いわゆる脱ぐとすごいトランジスタグラマーである。天然だが、リリー教官から芸能界に身を投げ出す覚悟があると認められている。
八重桓 静（やえがき しずか）
さくら組に加入したさくら組一番の巨乳の持ち主。実には淫乱巨乳ねーさんと形容されている。Mッ気があり、乳は敏感な場所になっている。
芝咲 幸（しばさき こう）
静と共にさくら組に加入した。いわゆる男の娘だが、さくら組のみんなには受け入れてもらっている。温泉などでは女の子と一緒に入っていた。

#### バラ組
聖 香燈（ひじり かすみ）
ロココで 1番の優等生で「ロザリウム」というユニットでデビューしている。プライドが高く、負けず嫌いでさくら組に対抗意識を燃やすこともある。そのため、さくら組となにか1つでも劣っているものがあると許せない。
園沢 紫音（そのざわ しおん）
ロザリウムのメンバーの1人。
フランチェスカ・バストーク　
ロザリウムのメンバーの1人。

### その他
ドン・小杉
リリー教官の働きにより、さくら組をプロデュースさせた人物。しかし、本性は金になれば何でもいいという考え方の持ち主で、裏でさくら組のレッスン画像をハメどりAVのように加工して売りさばいていた。そのため、染井屋がメジャーデビューしないように画策するが、香燈により露見し、失脚することになる。

## 用語解説
アイドル育成スクールRoCoCo（ロココ）
女子寮を備えているリリー教官が仕切っているアイドル育成スクール。まだまだ無名で実曰く場末とのこと。
さくら組
いわゆる落ちこぼれ3人が集まってできたグループ。メンバーは、佳乃、静、幸で個性的な面々から、色ものグループになっていて実からバラドル一直線と評されている。
バラ組
香燈を中心とした優秀なグループでロザリウムというユニットでデビューもしている。

## 既刊一覧
- 佐野タカシ『アイドルto NIGHT!』 日本文芸社〈ニチブン・コミックス〉、既刊1巻
  1. 2010年8月初版 ISBN 978-4-537-12627-3